# Zpravodajství
Zpravodajství je jedna ze základních novinářských činností. Zpravodajstvím se rovněž nazývá výsledek této činnosti. Jedná se o organizované informování.
Zpráva je popis děje, který jeden člověk nebo skupina lidí předává jiným lidem, přičemž daný jev se stal nebo nestal, popřípadě stane nebo nestane.
Jde o zpravování publika o aktuálních událostech, jejich výběr (gatekeeping), třídění a základní interpretaci nebo širší souvislosti.

## Jak má vypadat zpravodajství?
Zpravodajství by mělo být:
- rychlé
- přesné
- vyvážené
- nepředpojaté (nezaujatost, nestrannost)
- poctivé při výběru
- objektivní

Jednou z klasických zásad zpravodajství je „5 W“ – z anglického: Who? What? When? Where? and Why? – česky: Kdo? Co? Kdy? Kde? a Proč?
Další klasickou zásadou žurnalistiky je také přísné dělení na zprávu a komentář. Oproti publicistice zpráva nesmí obsahovat novinářův názor.
Zpravodajství je vůbec nejstarší součástí žurnalistiky, původně informovalo o ekonomických záležitostech, přírodních katastrofách, politice, senzacích apod.
Lidé reagují více na negativní než na pozitivní zprávy. Stránkám, které poskytují zpravodajství, se říká zpravodajský portál či web.